# Bonanza Creek (Fish Creek)
Der Bonanza Creek ist ein 48 km langer rechter Nebenfluss des Fish Creek im Interior des US-Bundesstaates Alaska. Er gehört zum Flusssystem des South Fork Koyukuk River.

## Flusslauf
Der Bonanza Creek entsteht am Zusammenfluss von South Fork (links) und North Fork Bonanza Creek (rechts), 240 km nordwestlich von Fairbanks. Der Zusammenfluss befindet sich auf einer Höhe von 261 m. Der Dalton Highway verläuft 100 Meter weiter östlich. Der Fluss durchquert den nordöstlichen Randbereich der Kanuti Flats, anfangs in westlicher, später in südwestlicher Richtung. Er bildet dabei eine Vielzahl enger Flussschlingen und wird dabei von teils verlandeten Altarmen gesäumt. Der Bonanza Creek trifft schließlich auf den weiter südlich verlaufenden Fish Creek.

## Einzugsgebiet
Der Bonanza Creek entwässert ein Areal von etwa 885 km². Das Einzugsgebiet grenzt im Norden an das des Jim River, im Osten an das Einzugsgebiet des Hodzana River sowie im Süden an das des oberstrom gelegenen Fish Creek.

## North Fork Bonanza Creek
Der North Fork Bonanza Creek ist der 67 km lange rechte Quellfluss des Bonanza Creek. Er ist der wasserreichere der beiden Quellflüsse. Er entspringt auf einer Höhe von etwa 1070 m in den Kokrine-Hodzana Highlands. Er fließt in überwiegend westlicher Richtung durch das Hochland. 2,7 km oberhalb des Zusammenflusses mit dem South Fork Bonanza Creek kreuzt der Dalton Highway (⊙) den Flusslauf. Das Einzugsgebiet des North Fork Bonanza Creek beträgt etwa 263 km².

## South Fork Bonanza Creek
Der South Fork Bonanza Creek ist der etwa 53 km lange linke Quellfluss des Bonanza Creek. Er entspringt auf einer Höhe von etwa 740 m in den Kokrine-Hodzana Highlands. Er fließt in überwiegend westlicher Richtung durch das Hochland. 240 m oberhalb des Zusammenflusses mit dem North Fork Bonanza Creek kreuzt der Dalton Highway (⊙) den Flusslauf. Der South Fork Bonanza Creek entwässert etwa 310 km².

## Flussfauna
Die Quellflüsse des Bonanza Creek sind Lebensraum von Arktischer Äsche, Quappe und Prosopium cylindraceum (round whitefish).